# Some Days You Eat the Bear...and Some Days the Bear Eats You
| Recensione       | Giudizio |
| ---------------- | -------- |
| AllMusic         | [ 1 ]    |
| Robert Christgau | C+       |

Some Days You Eat the Bear...and Some Days the Bear Eats You è l'ottavo album discografico del musicista folk rock britannico Ian Matthews, pubblicato dall'etichetta discografica Elektra Records nel febbraio del 1974.

## Tracce
Lato A
1. Ol' '55 – 3:12 (Tom Waits)
2. I Don't Wanna Talk About It – 3:48 (Danny Whitten)
3. A Wailing Goodbye – 2:52 (Ian Matthews)
4. Keep on Sailing – 4:37 (Ian Matthews)
5. Tried so Hard – 3:00 (Gene Clark)

Lato B
1. Dirty Work – 2:51 (Don Fagen, Walter Becker)
2. Do I Still Figure in Your Life – 2:51 (Peter Dello)
3. Home – 3:12 (Ian Matthews)
4. Biloxi – 4:18 (Jesse Winchester)
5. The Fault – 3:00 (Ian Matthews)

## Musicisti
Ol' '55
- Ian Matthews - voce
- Jeffrey Baxter - chitarra elettrica, chitarra acustica, chitarra pedal steel
- Michael Fonfara - pianoforte
- David Dickey - basso
- Willie Leacox - batteria

I Don't Wanna Talk About It
- Ian Matthews - voce, chitarra acustica
- Steve Gillette - chitarra acustica
- Danny Weis - chitarra acustica solista
- Joel Tepp - armonica
- David Dickey - basso
- Willie Leacox - batteria

A Wailing Goodbye
- Ian Matthews - voce, chitarra acustica
- Steve Gillette - chitarra acustica
- Danny Weis - chitarra elettrica
- Joel Tepp - armonica
- David Dickey - basso
- Willie Leacox - batteria

Keep on Sailing
- Ian Matthews - voce
- Andy Roberts - chitarra acustica
- B. J. Cole - chitarra pedal steel
- Lyn Dobson - sassofono alto
- David Dickey - basso
- Timi Donald - batteria

Tried so Hard
- Ian Matthews - voce, chitarra acustica
- Bob Warford - chitarra elettrica
- Jay Lacy - chitarra elettrica
- David Barry - pianoforte
- Billy Graham - basso
- Danny Lane - batteria

Dirty Work
- Ian Matthews - voce
- Danny Weis - chitarre
- Jeff Baxter - chitarra acustica
- Michael Fonfara - pianoforte
- Al Garth - sassofono alto
- David Dickey - basso
- Willie Leacox - batteria

Do I Still Figure in Your Life
- Ian Matthews - voce, chitarra acustica
- Danny Weis - chitarra elettrica
- David Lindley - chitarra lap steel
- David Dickey - basso
- Willie Leacox - batteria

Home
- Ian Matthews - voce, chitarra acustica
- Jeff Baxter - chitarra pedal steel
- Joel Tepp - armonica
- David Dickey - basso
- Willie Leacox - batteria

Biloxi
- Ian Matthews - voce
- Steve Gillette - chitarra acustica
- David Lindley - chitarra lap steel
- David Barry - organo
- David Dickey - basso
- Willie Leacox - batteria

The Fault
- Ian Matthews - voce, chitarra acustica
- David Barry - pianoforte
- Lynn Dobson - sassofono alto
- David Dickey - basso[4]